# Rob Riggle

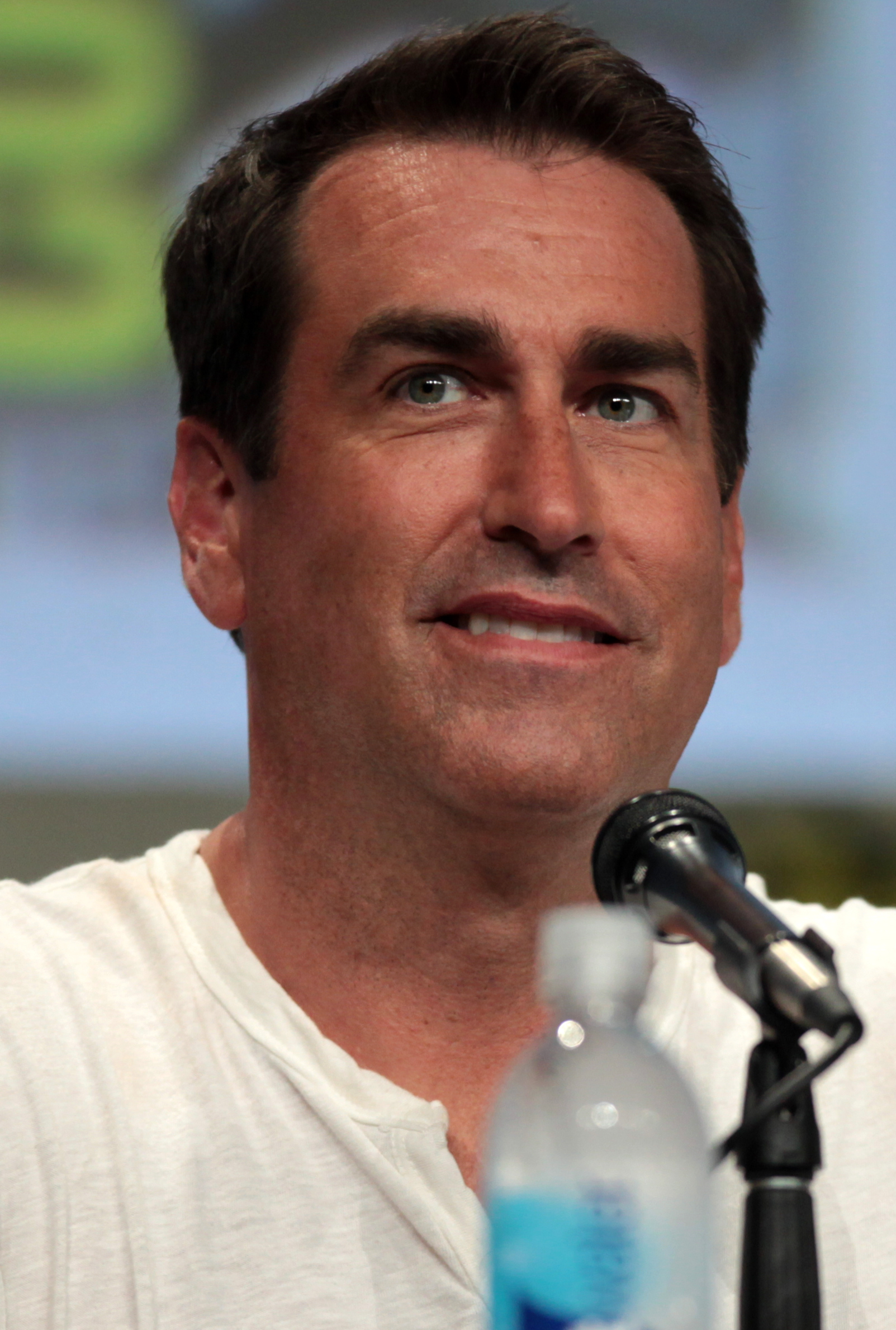
Rob Riggle (2014)

Robert Allen Riggle Jr. (* 21. April 1970 in Louisville, Kentucky) ist ein US-amerikanischer Schauspieler, Komiker und Reserveoffizier des United States Marine Corps.

## Leben
Rob Riggle wurde in Louisville, Kentucky geboren und wuchs in Overland Park, Kansas auf, wo er die Shawnee Mission South High School besuchte. Da Riggle einen Pilotenschein besaß und Navy-Flieger werden wollte, trat er 1990 dem United States Marine Corps bei. Allerdings verließ er es wieder, um seine Comedy-Karriere zu forcieren. Dazu studierte er Film und Theater an der University of Kansas, wo er 1992 seinen Bachelor erhielt. Seinen Master of Public Administration machte er 1997 an der Webster University. Dem Marine Corps blieb er parallel als Reserveoffizier erhalten und diente sowohl im Kosovo- als auch im Afghanistankrieg.

## Filmografie (Auswahl)

### Film
- 2006: Oh je, du Fröhliche (Unaccompanied Minors)
- 2006: Ricky Bobby – König der Rennfahrer (Talladega Nights: The Ballad of Ricky Bobby)
- 2008: Stiefbrüder (Step Brothers)
- 2009: Hangover
- 2009: The Goods – Schnelle Autos, schnelle Deals (The Goods: Live Hard, Sell Hard)
- 2010: Die etwas anderen Cops (The Other Guys)
- 2010: Kiss & Kill (Killers)
- 2010: Reine Fellsache (Furry Vengeance)
- 2010: Verrückt nach dir (Going The Distance)
- 2011: Larry Crowne
- 2012: 21 Jump Street
- 2012: Der Lorax (Dr. Seuss’ The Lorax)
- 2012: Der Ruf der Wale (Big Miracle)
- 2013: Prakti.com (The Internship)
- 2014: 22 Jump Street
- 2014: Dumm und Dümmehr (Dumb and Dumber To)
- 2014: Let’s be Cops – Die Party Bullen (Let’s be Cops)
- 2015: Zufällig allmächtig (Absolutely Anything)
- 2015: Dead Rising: Watchtower
- 2016: School Survival – Die schlimmsten Jahre meines Lebens (Middle School: The Worst Years of My Life)
- 2016: Die wahren Memoiren eines internationalen Killers (True Memoirs of an International Assassin)
- 2016: My Big Fat Greek Wedding 2
- 2017: How to Be a Latin Lover
- 2018: Operation: 12 Strong (12 Strong)
- 2018: Midnight Sun – Alles für Dich (Midnight Sun)
- 2018: Night School
- 2020: Immer Ärger mit Grandpa (The War with Grandpa)
- 2022: The Curse of Bridge Hollow
- 2023: Doggy Style (Strays, Stimme von Rolf)

### Serien
- 1998–2004: Late Night with Conan O’Brien
- 2004–2005: Saturday Night Live (21 Folgen)
- 2005–2006: Love, Inc. (zwei Folgen)
- 2006: Das Büro (The Office, Folge 2x11)
- 2006–2008: The Daily Show
- 2009–2010: Gary Unmarried (acht Folgen)
- 2010: Chuck (Folge 4x8)
- 2011: 30 Rock (Folge 5x19)
- 2011: Happy Endings (Folge 2x8)
- 2012: Victorious (Folge 3x3)
- 2012: New Girl (Folge 2x8)
- 2013–2019: Modern Family (acht Folgen)
- 2021: The Masked Singer (Gastjuror Folge 5x9)
- 2024: Elsbeth (Folge 2x2)